# Pia Mancini
Pia Mancini es una activista y líder técnica de proyectos argentina. Es cofundadora de Democracy Earth y Open Collective. Este último es un proyecto que facilita que los contribuyentes de código fuente abierto reciban donaciones.

## Carrera profesional
Mancini trabajó para Unión Celeste y Blanco, un partido político argentino, de 2010 a 2012, pero no estaba satisfecha con la falta de respuesta al público. Posteriormente, inició la fundación Net Democracy, una organización sin fines de lucro, para apoyar la participación ciudadana en el gobierno mediante el uso de la tecnología. En 2012, la fundación lanzó DemocracyOS, una aplicación en línea que permite a los ciudadanos comprender, discutir y "votar" sobre la nueva legislación. Como siguiente paso, ella y sus asociados fundaron Net Party, un partido político argentino que se compromete a actuar de acuerdo con los deseos de la gente expresados en línea.
En 2013, cofundó la organización sin fines de lucro Democracy Earth, con sede en Palo Alto, California, que brinda una plataforma en línea para grupos políticos, y en enero de 2016 cofundó Open Collective, que brinda una plataforma para  grupos de proyecto de código abierto para recaudar y gastar dinero de forma semitransparente.
Su charla TED, Cómo actualizar la democracia para la era de Internet, recibió más de un millón de visitas.